# سردنیایا اوکا
سردنیایا اوکا (انگلیسی: Srednyaya Oka) یک شهرک در شهرستان مچتلینسکی استان باشقیرستان کشور روسیه است.